# Gare de Tournus
Gare de Tournus vasútállomás Franciaországban, Tournus településen.

## Vasútvonalak
Az állomást az alábbi vasútvonalak érintik:
- Párizs–Marseille-vasútvonal

## Kapcsolódó állomások
A vasútállomáshoz az alábbi állomások vannak a legközelebb:
- Gare de Sennecey-le-Grand
- Gare de Fleurville - Pont-de-Vaux